# Sloten
Sloten – jedno z najmniejszych miast w Holandii, najmniejsze we Fryzji, położone w gminie Gaasterland-Sloten. Otrzymało prawa miejskie w 1426 roku. Dziś popularne wśród turystów ze względu na znajdującą się tu przystań dla jachtów oraz liczne zabytki. Część zabudowy mieszkalnej pochodzi z XVII wieku.

## Zobacz też

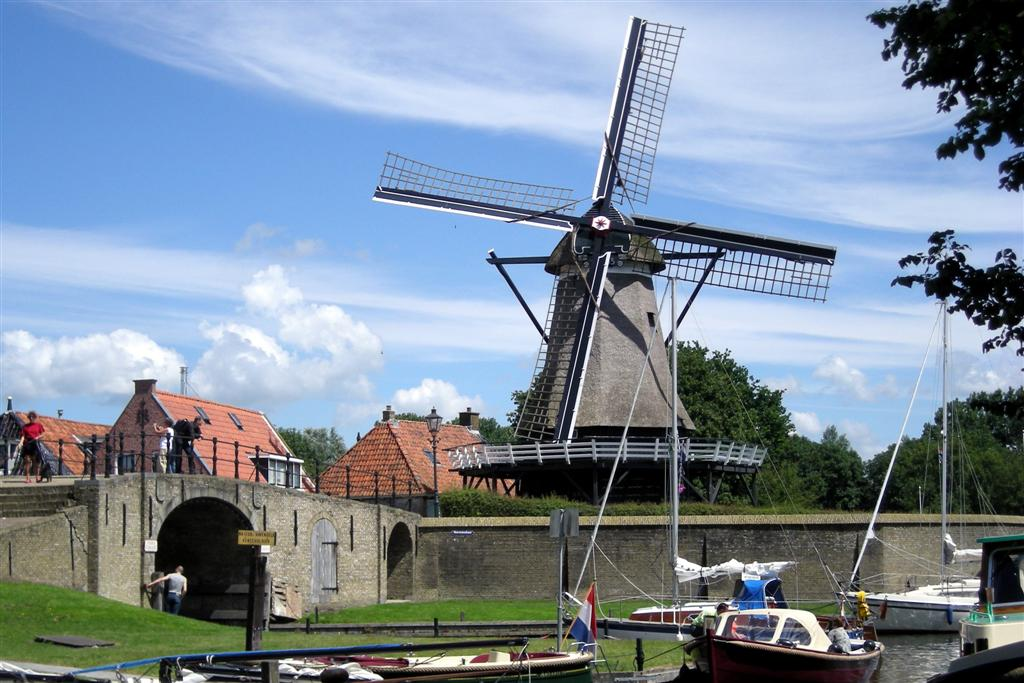
Młyn w centrum Sloten